# Билби, Пол
Пол Э́нтони Би́лби (англ. Paul Anthony Bielby; 24 ноября 1956) — английский футболист, вингер.

## Футбольная карьера
Воспитанник футбольной академии «Манчестер Юнайтед», за которую выступал с мая 1971 года. 26 ноября 1973 года подписал свой первый профессиональный контракт. В основном составе «Юнайтед» дебютировал 13 марта 1974 года в манчестерском дерби против «Манчестер Сити», которое прошло на стадионе «Мейн Роуд» и завершилось безголевой ничьей. Выходил на поле в трёх следующих матчах «Юнайтед» в чемпионате (они прошли в марте). Впоследствии в основном составе не появлялся, а по итогам сезона 1973/74 «Манчестер Юнайтед» занял предпоследнее место в Первом дивизионе и выбыл во Второй дивизион. Однако Билби больше не попадал в основной состав, и в декабре 1975 года был продан в клуб Четвёртого дивизиона «Хартлпул Юнайтед».
В «Хартлпул Юнайтед» Билби провёл три сезона (107 матчей, 11 голов).
В сезоне 1978/79 выступал за «Хаддерсфилд Таун» (31 матч и 5 голов в Четвёртом дивизионе и 1 матч в кубках).